# Praha Stověžatá
Praha stověžatá je české divadelní představení. Tato inscenace kompletně shrnuje české dějiny od doby prvních Přemyslovců až po sametovou revoluci humornou formou. Hraje ji Divadlo Ypsilon na malé scéně.
- Účinkují např.: Marek Eben, Jiří Lábus, Petr Vacek, Martin Dejdar
- režie: Jan Schmid
- výprava: Miroslav Melena